# Ian Voigt
Ian Voigt (...) è un tecnico del suono britannico, candidato al Premio Oscar al miglior sonoro per The Creator.

## Biografia
Ian Voigt inizia a lavorare come tecnico del suono già a partire dagli anni 80, con Born American di Renny Harlin, Diritti all'inferno di Alex Cox e L'isola di Pascali di James Dearden. Nel 2013 ha lavorato a Die Hard - Un buon giorno per morire e Kick-Ass 2, mentre nel 2015 a Spectre. Nel 2024 è stato candidato al Premio Oscar al miglior sonoro per The Creator di Gareth Edwards.

## Filmografia

### Cinema
- Born American, regia di Renny Harlin (1986)
- Jake Speed, regia di Andrew Lane (1986)
- Diritti all'inferno (Straight to Hell), regia di Alex Cox (1987)
- L'isola di Pascali (Pascali's Island), regia di James Dearden (1988)
- Olympus Force: The Key, regia di James Fortune e Robert Garofalo (1988)
- Dance with the Devil, regia di Brian Travers (1988)
- La ragazza dei sogni (The Rachel Papers), regia di Damian Harris (1989)
- Vroom, regia di Beeban Kidron (1990)
- La puttana del re (The King's Whore), regia di Axel Corti (1990)
- The Turnaround, regia di Suri Krishnamma (1995)
- Duello tra i ghiacci - North Star (North Star), regia di Nils Gaup (1996)
- Loch Ness, regia di John Henderson (1996)
- Killer per caso, truffatore per scelta (Bring Me the Head of Mavis Davis), regia di John Henderson (1997)
- Spice Girls - Il film (Spice World), regia di Bob Spiers (1997)
- Camere e corridoi (Bedrooms and Hallways), regia di Rose Troche (1998)
- Mad Cows, regia di Sara Sugarman (1999)
- Sorted, regia di Alexander Jovy (2000)
- Essex Boys, regia di Terry Winsor (2000)
- La mummia - Il ritorno (The Mummy Returns), regia di Stephen Sommers (2001)
- South West 9, regia di Richard Parry (2001)
- Behind Enemy Lines - Dietro le linee nemiche (Behind Enemy Lines), regia di John Moore (2001)
- Legion of Honor, regia di Martin Huberty (2002)
- Two Men Went to War, regia di John Henderson (2002)
- 2 cavalieri a Londra (Shanghai Knights), regia di David Dobkin (2003)
- Gladiatress, regia di Brian Grant (2004)
- Il giro del mondo in 80 giorni (Around the World in 80 Days), regia di Frank Coraci (2004)
- Il volo della fenice (Flight of the Phoenix), regia di John Moore (2004)
- L'ultima porta - The Lazarus Child (The Lazarus Child), regia di Graham Theakston (2005)
- Il gigante dell'acqua (Mee-Shee: The Water Giant), regia di John Henderson (2005)
- The Adventures of Greyfriars Bobby, regia di John Henderson (2005)
- Omen - Il presagio (The Omen), regia di John Moore (2006)
- Giovani aquile (Flyboys), regia di Tony Bill (2006)
- Nativity (The Nativity Story), regia di Catherine Hardwicke (2006)
- I Love Radio Rock (The Boat That Rocked), regia di Richard Curtis (2009)
- Blood Creek, regia di Joel Schumacher (2009)
- Made in Romania, regia di Guy J. Louthan (2010)
- Una canzone per Marion (Song for Marion), regia di Paul Andrew Williams (2012)
- Die Hard - Un buon giorno per morire (A Good Day to Die Hard), regia di John Moore (2013)
- Kick-Ass 2, regia di Jeff Wadlow (2013)
- One Chance - L'opera della mia vita (One Chance), regia di David Frankel (2013)
- L'angelo della morte (The Woman in Black: Angel of Death), regia di Tom Harper (2014)
- Spooks - Il bene supremo (Spooks: The Greater Good), regia di Bharat Nalluri (2015)
- L'uomo che vide l'infinito (The Man Who Knew Infinity), regia di Matthew Brown (2015)
- Spectre, regia di Sam Mendes (2015)
- King Arthur - Il potere della spada (King Arthur: Legend of the Sword), regia di Guy Ritchie (2017)
- Chesil Beach - Il segreto di una notte (On Chesil Beach), regia di Dominic Cooke (2017)
- Kingsman - Il cerchio d'oro (Kingsman: The Golden Circle), regia di Matthew Vaughn (2017)
- Damascus Cover, regia di Daniel Zelik Berk (2017)
- All the Devil's Men - Squadra speciale (All the Devil's Men), regia di Matthew Hope (2018)
- Attenti a quelle due (The Hustle), regia di Chris Addison (2019)
- The Creator, regia di Gareth Edwards (2023)

### Televisione
- Forty Minutes - serie TV, episodio 3x07 (1983)
- About Face - serie TV, episodio 1x06 (1989)
- Press Gang - serie TV, 2 episodi (1990)
- Screenplay - serie TV, episodio 6x09 (1991)
- Il piccolo popolo dei Graffignoli (The Borrowers) - serie TV, 6 episodi (1992)
- The Comic Strip Presents... - serie TV, 3 episodi (1992-1993)
- La marcia di Radetzky (Radetzkymarsch) - miniserie TV, 2 episodi (1994)
- Kavanagh QC - serie TV, 2 episodi (1995-1996)
- Sharman - serie TV, episodio 1x04 (1996)
- McCallum - serie TV, 3 episodi (1997)
- Hospital!, regia di John Henderson - film TV (1997)
- The Heart Surgeon, regia di Audrey Cooke - film TV (1997)
- EastEnders - serie TV, 1 episodio (1998)
- How Do You Want Me? - serie TV, 12 episodi (1998-1999)
- Magiche leggende (The Magical Legend of the Leprechauns) - miniserie TV, 2 episodi (1999)
- Young Guns Go for It - serie TV, episodio 2x04 (2000)
- Judas, regia di Charles Robert Carner - film TV (2004)
- Tunnel of Love, regia di John Henderson - film TV (2004)
- The Walk, regia di Mark Brozel - film TV (2004)
- Hyperdrive - serie TV, 6 episodi (2007)
- Saxondale - serie TV, 4 episodi (2007)
- May Contain Nuts, regia di John Henderson - film TV (2009)
- The Philanthropist - serie TV, 2 episodi (2009)
- Edge of Heaven - serie TV, 2 episodi (2014)
- London Spy - serie TV, 5 episodi (2015)
- A Confession - miniserie TV, 6 episodi (2019)
- We Hunt Together - serie TV, 6 episodi (2020)
- L'amore e la vita - Call the Midwife (Call the Midwife) - serie TV, 6 episodi (2020-2022)

### Cortometraggi
- The Vatanen Touch, regia di Barrie Hinchliffe (1980)
- Sweetnightgoodheart, regia di Dan Zeff (2001)
- The Stronger, regia di Lia Williams (2007)
- For George, regia di Francesca Jaynes (2012)

## Riconoscimenti
- Premio Oscar
  - 2024 - Candidatura al miglior sonoro per The Creator